# گلشن راز
مثنوی گلشن راز مهم‌ترین و مشهورترین کتاب منظوم محمود شبستری و دربردارندهٔ اندیشه‌های عرفانی وی است. این کتاب با وجود حجم اندک یکی از آثار ارزشمند ادبیات عرفانی کهن فارسی دانسته شده که در آن بیان مفاهیم صوفیانه با شور، شوق و روانی ویژه‌ای همراه گردیده‌است. مطابق شیوهٔ معمول عطار و مولوی، در این‌جا نیز، از حکایات و تمثیل برای بیان و عرضهٔ مؤثر معانی عرفانی و حکمی استفاده شده‌است.
شبستری در ۶۸۷ق در شبستر متولد شد. وی این مثنوی را در پاسخ به پرسش‌های امیر حسینی هروی سروده‌است. در ۱۷ شوال سال ۷۱۷ فرستاده‌ای از خراسان مشکلات و مسائل مربوط به فهم و تبیین پاره‌ای از رموز و اشارات عرفانی را در قالب نامه‌ای منظوم در مجلسی با حضور شبستری می‌خواند.
سوالات امیر حسینی هروی به‌صورت منظوم بود و محمود شبستری به اشارت بهاءالدین یعقوب تبریزی، فی‌المجلس بیتی از سؤال را به بیتی جواب گفته و بعد بر آن‌ها ابیاتی افزوده‌است. گلشن راز در مجموع شامل ۹۹۳ بیت است.
محمود شبستری این واقعه را به نظم درآورده است:
| گذشته هفت و ده با هفتصد سال |  | ز هجرت، ناگهان در ماه شوّال |
| رسولی با هزاران لطف و احسان |  | رسید از خدمت اهل خراسان    |
| ....                        |  | ....                       |
| و حضرت کرد نام نامه گلشن    |  | شود زو چشم دل‌ها جمله روشن  |

یکی از شعرهای او با مطلع «به نام آن که جان را فکرت آموخت» در کتاب فارسی ششم دبستان آورده شده‌است.
غلامحسین ابراهیمی دینانی فیلسوف ایرانی دربارهٔ گلشن راز می‌نویسد:
گلشن راز به‌صورت نظم است کسانی که با عالم شعر آشنایی دارند، به روشنی می‌دانند که هویت شعر بر اساس تخیل استوار گشته و هر اندازه یک شاعر از قدرت تخیل برخوردار باشد، شعر او نیرومندتر و زیباتر شناخته می‌شود. البته هر اندازه قدرت تخیل با زیبایی لفظ و بیان همراه باشد، جایگاه آن شعر والاتر خواهد بود. منظومهٔ گلشن راز، نوعی شعر بوده و از زیبایی لفظ و بیان برخوردار است، ولی این منظومه گونه‌ای از شعر است که بیش از آن‌که از تخیل سرچشمه بگیرد، بر اساس عقل و حکمت استوار شده‌است. این سخن دربارهٔ اشعار عرفای عالی‌مقام دیگر نیز صادق است.
این اثر محمود شبستری از جهت حجم و تعداد صفحات کوچک است، ولی بزرگ‌ترین و عمیق‌ترین مسائل عرفانی در آن مطرح شده‌است. کمتر مطلبی را می‌توان در کتاب بزرگ و پرحجم «فتوحات مکیه» یا حتی «فصوص» ابن عربی پیدا کرد که موجز و مختصرِ همان مطلب در منظومهٔ «گلشن راز» مطرح نشده باشد.
تعداد ابیات در بر دارندهٔ سؤالات هروی را ۱۶ یا ۱۷ نقل کرده‌اند، که پاره‌ای از آن‌ها (از ابتدا و به ترتیب) به‌صورت زیر است:
| نخست از فکر خویشم در تحیر          |  | چه چیز است آن‌که گویندش تفکر؟    |
| کدامین فکر ما را شرط راه است؟      |  | چرا گه طاعت و گاهی گناه است؟    |
| که باشم من؟ مرا از من خبر کن       |  | چه معنی دارد اندر خود سفر کن؟   |
| مسافر چون بُوَد؟ رهرو کدام است؟      |  | که را گویم که او مرد تمام است؟  |
| که شد از سر وحدت واقف آخر؟         |  | شناسای چه آمد عارف آخر؟         |
| اگر معروف و عارف ذات پاک است       |  | چه سودا بر سر این مشت خاک است؟  |
| کدامین نقطه را نطق است، اناالحق؟   |  | چه گویی هرزه‌ای بود آن رمز مطلق؟ |
| چرا مخلوق را گویند واصل؟           |  | سلوک و سیر او چون گشت حاصل؟     |
| وصال ممکن و واجب به هم چیست؟       |  | حدیث قرب و بعد و بیش و کم چیست؟ |
| چه بحر است آن‌که نطقش ساحل آمد؟     |  | ز قعر او چه گوهر حاصل آمد؟      |
| چه جزو است آن‌که او از کل فزون است؟ |  | طریق جستن آن جزو، چون است؟      |
| قدیم و محدث از هم چون جدا شد؟      |  | که این، عالم شد آن دیگر خدا شد؟ |

## خرابات
در ادبیات عرفانی کهن منظور از خراباتی انسان وارسته‌ای است که خودی خویشتن را خراب کرده و از حصار خودبینی و خودپرستی رها گشته‌است.
| خراباتی شدن از خود رهایی است |  | خودی کفر است اگر خود پارسایی است |
| خرابات از جهان بی‌مثالی است   |  | مقام عاشقان لاابالی است          |
|                              |  | شبستری                           |

## ترجمه به زبان‌های دیگر

### ترجمه به زبان کردی
گلشن راز توسط عبدالسلام مدرسی (خانی) با همان نام اصلی کتاب به شیوهٔ شعر و با حفظ وزن به زبان کردی و گویش سورانی ترجمه شده‌است. این ترجمه در سال ۱۳۹۱ در ارومیه توسط مؤسسهٔ انتشاراتی حسینی اصل در ۲ هزار نسخه به چاپ رسیده‌است.

## مطالعهٔ بیشتر
- محمدی کاظم. گلشن راز. تهران: انتشارات نجم کبری، ۱۳۸۶.